# سائق سيارة أجرة (مسلسل)
سائق سيارة أجرة (بالكورية: 모범택시)؛ هو مسلسل تلفزيوني كوري جنوبي، مقتبس من الويبتون الذي يحمل اسم «التاكسي الفاخر» الذي ألفه كارلوس ولي جاي جين، تم عرضه على قناة إس بي إس من 9 أبريل إلى 29 مايو 2021.، وعرض الموسم الثاني في 17 فبراير 2023، بث كل يومي الجمعة والسبت. ومن المقرر عرض الموسم 3 في النصف الثاني لعام 2025.

## نظرة عن السلسلة
| الموسم | الحلقات | الحلقات | الأصلي         | الأصلي        | فترة زمنية                       |
| الموسم | الحلقات | الحلقات | الأول          | الأخير        | فترة زمنية                       |
| ------ | ------- | ------- | -------------- | ------------- | -------------------------------- |
| 1      | 16      | 16      | 9 أبريل 2021   | 29 مايو 2021  | الجمعة والسبت الساعة 22:00 (KST) |
| 2      | 16      | 16      | 17 فبراير 2023 | 16 أبريل 2023 | الجمعة والسبت الساعة 22:00 (KST) |
| 3      | 16      | 16      | 2025           | 2025          | الجمعة والسبت الساعة 22:00 (KST) |

## القصة
تتحدث الدراما عن كيم دوكي خريج الأكاديمية البحرية الكورية، قُتلت والدته عندما كان صغيراً ويعمل الآن كسائق تاكسي لشركة تقدم خدمة “دعوة للانتقام“ لعملائها.

## الطاقم

### رئيسي
- لي جي هوون في دور كيم دو كي (ضابط القوات الخاصة السابق، يعمل حاليا في شركة رينبو تاكسي.[14]
- أي سوم في دور كانغ هانا (مدعية عام من النخبة تكافح من أجل العدالة وتهتم بعمل دوكي. (الموسم 1)[14]
- كيم اييو سيونغ في دور جانغ سونغ شول (الرئيس التنفيذي لشركة رينبو تاكسي، ومن المعروف أنه لا يرحم.[14]
- بيو يي-جين في دور جو ايون (مخترقة ماهرة تعمل في شركة رينبو تاكسي.[14]
- جانغ هيوك-جين في دور تشوي كيونغ كو[14]
- باي يو-رام في دور بارك جين إيون[14]
- شين جاي ها في دور أون ها جون (الموسم 2)[15]

### دور داعم
- تشا جي يون في دور بايك سونغ مي (الموسم 1)[14]

### ظهور خاص

#### الموسم 1
- بارك جين هي في دور دو جونغ وون (الحلقة 16)[16]
- ريو هيون كيونغ في دور بايك كيونغ مي (الحلقة 16)[17]

#### الموسم 2
- نام جونغ مين مثل تشون جي-هون (الحلقة 9)[18]
- كيم سو هيون (الحلقة 16)[18]
- مون تشاي يون (الحلقة 16)[18]

## المشاهدات
| الموسم | الموسم | رقم الحلقة | رقم الحلقة | رقم الحلقة | رقم الحلقة | رقم الحلقة | رقم الحلقة | رقم الحلقة | رقم الحلقة | رقم الحلقة | رقم الحلقة | رقم الحلقة | رقم الحلقة | رقم الحلقة | رقم الحلقة | رقم الحلقة | رقم الحلقة | المتوسط |
| الموسم | الموسم | 1          | 2          | 3          | 4          | 5          | 6          | 7          | 8          | 9          | 10         | 11         | 12         | 13         | 14         | 15         | 16         | المتوسط |
| ------ | ------ | ---------- | ---------- | ---------- | ---------- | ---------- | ---------- | ---------- | ---------- | ---------- | ---------- | ---------- | ---------- | ---------- | ---------- | ---------- | ---------- | ------- |
|        | 1      | 1.926      | 2.607      | 2.452      | 3.117      | 2.636      | 3.065      | 2.847      | 2.824      | 2.635      | 3.072      | 2.742      | 3.017      | 2.762      | 2.923      | 2.746      | 2.871      | 2.765   |
|        | 2      | 2.370      | 2.155      | 2.448      | 2.364      | 2.840      | 2.912      | 2.355      | 3.072      | 2.537      | 3.337      | 2.664      | 3.387      | 3.098      | 3.496      | 2.870      | 4.005      | 2.869   |

### الموسم 1
وفقا لوكالة نيلسن كوريا ، حققت الحلقة الأولى من المسلسل نسبة 10.7% حوالي 1.9 مليون مشاهدة، متجاوزة للعرض الأول لكل من السقيفة 1، وأليس. حققت الحلقة الثانية نسبة مشاهدة 13.5% على مستوى البلاد، ما يقارب 2.6 مليون مشاهدة، حققت الحلقة الرابعة أكثر من 3 ملايين مشاهدة، مما يجعلها واحدة من انجح الأعمال الدرامية في كوريا الجنوبية لعام 2021.
| متوسط تقييمات مشاهدي التلفزيون (الموسم 1) | متوسط تقييمات مشاهدي التلفزيون (الموسم 1) | متوسط تقييمات مشاهدي التلفزيون (الموسم 1) | متوسط تقييمات مشاهدي التلفزيون (الموسم 1) | متوسط تقييمات مشاهدي التلفزيون (الموسم 1) | متوسط تقييمات مشاهدي التلفزيون (الموسم 1) |
| الحلقات                                   | جزء                                       | تاريخ البث                                | تقييمات (نيلسن كوريا)                     | تقييمات (نيلسن كوريا)                     |                                           |
| الحلقات                                   | جزء                                       | تاريخ البث                                | على الصعيد الوطني                         | سيئول                                     |                                           |
| ----------------------------------------- | ----------------------------------------- | ----------------------------------------- | ----------------------------------------- | ----------------------------------------- | ----------------------------------------- |
| 1                                         | 1                                         | 9 أبريل 2021                              | 8.7%                                      | 9.4%                                      |                                           |
| 1                                         | 2                                         | 9 أبريل 2021                              | 10.7%                                     | 11.2%                                     |                                           |
| 2                                         | 1                                         | 10 أبريل 2021                             | 7.3%                                      | 8.5%                                      |                                           |
| 2                                         | 2                                         | 10 أبريل 2021                             | 13.5%                                     | 15.0%                                     |                                           |
| 3                                         | 1                                         | 16 أبريل 2021                             | 9.8%                                      | 10.3%                                     |                                           |
| 3                                         | 2                                         | 16 أبريل 2021                             | 13.6%                                     | 14.5%                                     |                                           |
| 4                                         | 1                                         | 17 أبريل 2021                             | 11.5%                                     | 11.8%                                     |                                           |
| 4                                         | 2                                         | 17 أبريل 2021                             | 15.6%                                     | 16.3%                                     |                                           |
| 5                                         | 1                                         | 18 أبريل 2021                             | 12.3%                                     | 13.3%                                     |                                           |
| 5                                         | 2                                         | 18 أبريل 2021                             | 14.2%                                     | 15.6%                                     |                                           |
| 6                                         | 1                                         | 24 أبريل 2021                             | 8.7%                                      | 9.2%                                      |                                           |
| 6                                         | 2                                         | 24 أبريل 2021                             | 16.0%                                     | 16.8%                                     |                                           |
| 7                                         | 1                                         | 30 أبريل 2021                             | 12.9%                                     | 14.3%                                     |                                           |
| 7                                         | 2                                         | 30 أبريل 2021                             | 15.1%                                     | 16.3%                                     |                                           |
| 8                                         | 1                                         | 1 مايو 2021                               | 8.3%                                      | 9.0%                                      |                                           |
| 8                                         | 2                                         | 1 مايو 2021                               | 15.2%                                     | 15.9%                                     |                                           |
| 9                                         | 1                                         | 7 مايو 2021                               | 12.0%                                     | 12.9%                                     |                                           |
| 9                                         | 2                                         | 7 مايو 2021                               | 14.7%                                     | 16.0%                                     |                                           |
| 10                                        | 1                                         | 8 مايو 2021                               | 10.1%                                     | 11.2%                                     |                                           |
| 10                                        | 2                                         | 8 مايو 2021                               | 15.4%                                     | 17.0%                                     |                                           |
| 11                                        | 1                                         | 14 مايو 2021                              | 12.4%                                     | 13.9%                                     |                                           |
| 11                                        | 2                                         | 14 مايو 2021                              | 14.6%                                     | 16.3%                                     |                                           |
| 12                                        | 1                                         | 16 مايو 2021                              | 10.7%                                     | 11.6%                                     |                                           |
| 12                                        | 2                                         | 16 مايو 2021                              | 15.3%                                     | 16.1%                                     |                                           |
| 13                                        | 1                                         | 21 مايو 2021                              | 12.2%                                     | 12.9%                                     |                                           |
| 13                                        | 2                                         | 21 مايو 2021                              | 14.4%                                     | 15.6%                                     |                                           |
| 14                                        | 1                                         | 22 مايو 2021                              | 10.2%                                     | 10.7%                                     |                                           |
| 14                                        | 2                                         | 22 مايو 2021                              | 15.5%                                     | 16.1%                                     |                                           |
| 15                                        | 1                                         | 28 مايو 2021                              | 13.2%                                     | 13.8%                                     |                                           |
| 15                                        | 2                                         | 28 مايو 2021                              | 14.4%                                     | 15.2%                                     |                                           |
| 16                                        | 1                                         | 29 مايو 2021                              | 10.9%                                     | 11.9%                                     |                                           |
| 16                                        | 2                                         | 29 مايو 2021                              | 15.3%                                     | 16.6%                                     |                                           |
| متوسط                                     | متوسط                                     | متوسط                                     | 12.6%                                     | 13.6%                                     |                                           |

### الموسم 2
حقق الموسم 2 ارقاماً قياسية في نسب المشاهدة، حيث سجلت الحلقة الاخيرة متوسط تقييم 21.0% بحوالي 4 مليون مشاهد، متفوق بشكل كبير على الموسم 1، كما أصبح انجح مسلسل لهاذا العام بجانب الوكالة، دورة مكثفة في الرومانسية.
| متوسط تقييمات مشاهدي التلفزيون (الموسم 2) | متوسط تقييمات مشاهدي التلفزيون (الموسم 2) | متوسط تقييمات مشاهدي التلفزيون (الموسم 2) | متوسط تقييمات مشاهدي التلفزيون (الموسم 2) |
| الحلقات                                   | تاريخ البث                                | تقييمات "نيلسن كوريا"                     | تقييمات "نيلسن كوريا"                     |
| الحلقات                                   | تاريخ البث                                | على الصعيد الوطني                         | سيئول                                     |
| ----------------------------------------- | ----------------------------------------- | ----------------------------------------- | ----------------------------------------- |
| 1                                         | 17 فبراير 2023                            | 12.1%                                     | 12.8%                                     |
| 2                                         | 18 فبراير 2023                            | 10.3%                                     | 10.9%                                     |
| 3                                         | 24 فبراير 2023                            | 13.2%                                     | 14.2%                                     |
| 4                                         | 25 فبراير 2023                            | 11.3%                                     | 11.7%                                     |
| 5                                         | 3 فبراير 2023                             | 14.7%                                     | 16.3%                                     |
| 6                                         | 11 مارس 2023                              | 14.4%                                     | 15.5%                                     |
| 7                                         | 17 مارس 2023                              | 13.0%                                     | 13.7%                                     |
| 8                                         | 18 مارس 2023                              | 16.0%                                     | 17.0%                                     |
| 9                                         | 24 مارس 2023                              | 13.4%                                     | 14.1%                                     |
| 10                                        | 25 مارس 2023                              | 17.7%                                     | 18.1%                                     |
| 11                                        | 31 مارس 2023                              | 15.5%                                     | 14.5%                                     |
| 12                                        | 1 ابريل 2023                              | 18.3%                                     | 19.4%                                     |
| 13                                        | 7 ابريل 2023                              | 16.1%                                     | 17.4%                                     |
| 14                                        | 8 ابريل 2023                              | 18.3%                                     | 19.4%                                     |
| 15                                        | 14 ابريل 2023                             | 15.7%                                     | 16.0%                                     |
| 16                                        | 15 ابريل 2023                             | 21.0%                                     | 21.8%                                     |
| متوسط                                     | متوسط                                     | 15.0%                                     | 15.9%                                     |

## الجوائز
| عام  | جوائز                      | جائزة                         | نتيجة | متلقي           | المرجع. |
| ---- | -------------------------- | ----------------------------- | ----- | --------------- | ------- |
| 2021 | جوائز سيول الدولية للدراما | جائزة الهاليو لدراما المتميزة | فوز   | سائق سيارة أجرة | [ 25 ]  |

## الإنتاج

### صناعة
في 4 ديسمبر 2019 أفيد أن قناة SBS كانت تخطط في تحويل الويبتون «التاكسي الفاخر» الذي ألفه المؤلفين كارلوس ولي جاي جين إلى مسلسل تلفزيوني. تم انتاجه بواسطة مقر الدراما (استوديو إس بي إس)، بتعاون مع شركة الإنتاج جروب إيت. المسلسل من أخراج مخرج SBS بارك جون وو الذي أخرج الطبيب المحقق ومن كتابة أوه سونغ هو.
في 17 مايو، أعلن عن تنحي الكاتب الرئيسي اوه سونغ هو بسبب خلافات بينه وبين المخرج في السيناريو والنهاية، ليحل محله الكاتب لي جي هيون، الذي بدء بكتابة المسلسل من 11~16. عاد أوه في كتابة الموسم 2 و 3.

### أختيار الطاقم
في 20 نوفمبر 2020 تم تأكيد إنضمام كل من لي جي هون واي سوم وكيم ايو سونغ ولي نا ايون في المسلسل. في 8 مارس 2021 غادرت لي نا ايون فريق التمثيل رسميًا بعد اتهامات التنمر الموجهة ضدها. بعد يومين، أُعلن رسمياً عن أن الممثلة بيو يي جين ستحل محل لي نا إيون.

### التصوير
اعتبارًا من 8 مارس 2021 اكتمل تصوير المسلسل حوالي 60٪، على الرغم من ذلك سيتم إعادة تصوير المشاهد التي تظهر بها الممثلة لي نا ايون، بعد مغادرتها فريق التمثيل.

### الإصدار
إصدرت قناة SBS أول فيديو تشويقي وملصق تشويقي في 31 ديسمبر 2020.

### الموسم 2
في السادس من يوليو، أعلنت قناة SBS أن الموسم الثاني قيد التخطيط. في 9 من ديسمبر 2021، أعلنت إس بي إس عن خططها الدرامية لعام القادم 2022 وكان من بينها سائق التاكسي الموسم الثاني.
في 8 مارس 2022، تم التأكيد على انسحاب الممثلة أي سوم من الموسم الثاني بسبب تضارب المواعيد.
في 8 يونيو 2022، تم التأكيد على أن لي جي هون وبيو يي-جين سوف يعيدان أدوارهما في الموسم الثاني، وستتتم قراءة السيناريو في 12 يونيو 2022. ومن المقرر أن عرض الموسم الثاني في عام 2023.

### الموسم 3
في 16 ابريل 2023 ، أكدت قناة SBS لصحيفة YTN ، "لقد قررنا الترويج لإنتاج الموسم الثالث. في 6 فبراير 2025 ، أكدت SBS عرض الموسم الثالث في النصف الثاني من عام 2025 ، ومن بطولة نفس الطاقم، وسيكون من كتابة أوه سانغ-هو مجددا، واخراج كانغ-بو سيونغ.

## روابط خارجية
- الموقع الرسمي
 (بالكورية)
- الموقع الرسمي
 (بالكورية)
- سائق سيارة أجرة على موقع IMDb (الإنجليزية)
- سائق سيارة أجرة على موقع نتفليكس (الإنجليزية)
- سائق سيارة أجرة على موقع كينوبويسك (الروسية)
- سائق سيارة أجرة على موقع قاعدة بيانات الفيلم (الإنجليزية)
- سائق سيارة أجرة على هانسينما
- سائق سيارة أجرة على هانسينما الموسم 2
- سائق سيارة أجرة على هانسينما الموسم 3